# أنا أصد كل شيء
أنا أصد كل شيء: سوء فهم الأقوى في العالم الذي يريد أن يصبح مغامر (باليابانية: 俺は全てを【パリイ】する ～逆勘違いの世界最強は冒険者になりたい～، بالروماجي: Ore wa Subete o "Parry" Suru: Gyaku Kanchigai no Sekai Saikyō wa Bōken-sha ni Naritai) هي رواية خفيفة يابانية من كتابة "نابيشيكي" ورسوم "كاواغوتشي"، نُشرت بدايةً بهيئة رواية ويب على موقع نشر روايات المستخدمين شوسيتسوكا ني نارو في أكتوبر 2019، ولاحقًا في سبتمبر 2020 صدرت مطبوعة تحت علامة "ايرث ستار نوفل" التابعة لشركة إيرث ستار للترفيه [الإنجليزية]، في سبتمبر ذاته حصلت الرواية على مانغا من رسوم KRSG بدأت بالصدور أونلاين على المجلة الرقمية كوميك إيرث ستار [الإنجليزية] لنفس الشركة، بالإضافة الى إنتاج أنمي تلفزيوني مقتبس عنها من انتاج ستوديو أو إل إم، وتم عرضه على 12 حلقة بين شهري يوليو وسبتمبر 2024.

## الشخصيات
نور (ノール، Nōru)
أداء صوتي: دايكي هامانو
مغامر مبتدئ من رتبة F، يقوم بأعمال غريبة وبسيطة في البلدة، يفتقر إلى أي موهبة في جميع فئات المغامرين الست، حيث حصل فقط على أبسط المهارات في كل منها حتى بعد التدريب لمدة ثلاثة أشهر في كل فئة، مثل مهارة السيف (الصد) التي كما يوحي اسمها يمكنها فقط صد الهجمات ولا شيء أكثر، مع ذلك بسبب تدريبه على جميع هذه المهارات لمدة 14 عامًا دون توقف على أمل اكتساب مهارات جديدة، فقد طور جميع مهاراته دون أن يدرك ذلك إلى حد أصبحت فيه غير إنسانية في قوتها، متجاوزة حتى معلميه السابقين بكثير.
بسبب العيش في عزلة في الجبال لمدة 14 عامًا، يفتقر نور إلى الإشارات الاجتماعية والحس السليم، مما يسبب الكثير من سوء الفهم حوله من قبل الكثير من الناس وخاصة لين، وبما أنه لم يفهم أبدًا أن مهاراته الأساسية قد أصبحت قدرات غير طبيعية فائقة (بسبب عقدة النقص الحادة التي تطورت لديه خلال طفولته بعد رفض جميع معلميه السابقين له)، فهو يخطئ في تصنيف التهديدات العالية المستوى التي يقاتلها على أنها "أعداء مبتدئون"، مما يجعله دائمًا يشكك في مهاراته ويقلل من شأن نفسه على الرغم من إنجازاته غير الإنسانية.
بعد إنقاذه لحياة لين، كافأه الملك كلايز بسيف غريب الشكل بنصل أسود يُقال إنه غير قابلة للكسر، والذي استخدمه أحيانًا بطريقة طريفة لمساعدته في أعماله الغريبة (مثل استخدامه كمجرفة لتنظيف المزاريب).

لين (リーン، Rīn)
أداء صوتي: ريوكو ميكاوا
أميرة مملكة كلايز، أنقذها نور خلال اختبار البلوغ حيث هزم مخلوق المينوتور (وهو تهديد من مستوى كارثي) باستخدام مهارة [الصد] فقط، بعد ذلك بدأت في البحث عن نور وتتبع خطواته، وأعلنت لاحقًا نفسها كمتدربة لديه، بسبب نشأتها الملكية فإنها تفتقر إلى الإشارات الاجتماعية والحس السليم بقدر ما يفتقر إليهما نور مما يؤدي الى سلسلة من سوء الفهم بينهما، حيث تظن لين أن عدم ثقة نور بنفسه بشكل حقيقي هو علامة على التواضع والثقة، بالرغم من طبيعتها الساذجة إلا انها في الواقع تتفوق في جميع الفئات الست للمغامرين، بل وتدعي أنها حصلت على أعلى الدرجات في جميعها أثناء التدريب.

إينيس (イネス، Inesu)
أداء صوتي: ناناكو موري
هي نائب قائد فيلق المحاربين، والحارس الشخصي للين، فارسة موهوبة تُعرف باسم "الدرع الإلهي"، في السابق كانت يتيمة حتى تبناها دوندارغ كابنة له، بسبب عادة دوندارغ في ذكر نور في تعليقاته العفوية، طورت إينيس شعورًا بالغيرة تجاهه، وهو الشعور الذي تضاعف عندما التقيا.
الملك كلايز (クレイス王، Kureisu Ō)
أداء صوتي: جين يامانوي
في السابق مغامرًا وملك مملكة كلايز، ووالد رين ولين، المالك السابق لسيف النصل الأسود قبل أن يمنحها لنور كمكافأة لإنقاذه ابنته، ومع ذلك فإن السبب الحقيقي لمنحه الشفرة لنور هو أنه رآه مورد مهم ورادع محتمل في الحرب القادمة مع مملكة مجاورة.

رين (レイン، Rein)
أداء صوتي: جونتا تيراشيما
البكر في مملكة كلايز، وولي العهد، وأخ لين الأكبر. يتمتع بعقل حاد وإخلاص كبير لمملكته.

سيغ (シグ، Shigu)
أداء صوتي: شينيتشيرو ميكي
دوندارغ (ダンダルグ، Dandarugu)
أداء صوتي: كينتا مياكي
مياني (ミアンヌ، Mian'nu)
أداء صوتي: ميغومي تويوغوتشي
كارو (カルー، Karū)
أداء صوتي: توشيهيكو سيكي
أوكين (オーケン، Ōken)
أداء صوتي: هيديناري أوغاكي
ساين (セイン، Sein)
أداء صوتي: واتارو هاتانو
رولو (ロロ، Roro)
أداء صوتي: أيومو موراسي

غيلبرت (ギルバート، Girubāto)
أداء صوتي: شونسكي تاكيوتشي
قائد فيلق الرماة في المملكة، يُقال إنه قوي لدرجة أنه قادر على هزيمة تنين بمفرده، تغلب على كل شخص في المملكة في معركة وهمية باستثناء معلمه سيغ وإينيس (التي رفض القتال ضدها بسبب عدم رغبتها في حمل سلاح)، مما تسبب له في إرهاق شديد وإحباط بسبب عدم وجود خصم يستحق المواجهة.
بعد أن هُزم وتعرض للإذلال بشكل غير مقصود من قبل نور، تطورت لديه مشاعر التنافس معه، مما أعاد إشعال روحه القتالية.

## وسائط المشروع

### رواية خفيفة
بدأت الرواية الخفيفة من تأليف "نابيشيكي" بالصدور على موقع نشر روايات المستخدمين شوسيتسوكا ني نارو يوم 17 أكتوبر 2019، ثم تم تبنيها من قبل شركة إيرث ستار للترفيه [الإنجليزية] لتصدر مطبوعة ضمن علامة "إيرث ستار نوفل" برسوم "كاواغوتشي" يوم 15 سبتمبر 2020، وحتى مايو 2024 لها ثمانية مجلدات مطبوعة منشورة.
| م. | الإصدار الأصلي | الإصدار الأصلي         | الإصدار الإنجليزي | الإصدار الإنجليزي      |
| م. | تاريخ الإصدار  | ردمك                   | تاريخ الإصدار     | ردمك                   |
| -- | -------------- | ---------------------- | ----------------- | ---------------------- |
| 1  | 15 سبتمبر 2020 | ISBN 978-4-8030-1452-5 | 28 فبراير 2023    | ISBN 978-1-7183-1128-2 |
| 2  | 15 مارس 2021   | ISBN 978-4-8030-1502-7 | 30 مايو 2023      | ISBN 978-1-7183-1130-5 |
| 3  | 18 أغسطس 2021  | ISBN 978-4-8030-1551-5 | 11 سبتمبر 2023    | ISBN 978-1-7183-1132-9 |
| 4  | 16 فبراير 2022 | ISBN 978-4-8030-1615-4 | 18 ديسمبر 2023    | ISBN 978-1-7183-1134-3 |
| 5  | 15 يونيو 2022  | ISBN 978-4-8030-1654-3 | 25 مارس 2024      | ISBN 978-1-7183-1136-7 |
| 6  | 15 يونيو 2023  | ISBN 978-4-8030-1800-4 | 9 أغسطس 2024      | ISBN 978-1-7183-1138-1 |
| 7  | 15 نوفمبر 2023 | ISBN 978-4-8030-1865-3 | —                 | —                      |
| 8  | 15 مايو 2024   | ISBN 978-4-8030-1948-3 | —                 | —                      |

### مانغا
حصلت الرواية على سلسلة مانغا من رسوم المانغاكا KRSG بدأت بالصدور على المجلة الرقمية كوميك إيرث ستار [الإنجليزية] التابعة لشركة إيرث ستار للترفيه [الإنجليزية] في 30 سبتمبر 2020، تجمع فصولها وتنشر في مجلدات تانكوبون مستقلة، حتى يوليو 2024 لها أربعة مجلدات منشورة.
| م. | الإصدار الأصلي | الإصدار الأصلي         | الإصدار الإنجليزي | الإصدار الإنجليزي      |
| م. | تاريخ الإصدار  | ردمك                   | تاريخ الإصدار     | ردمك                   |
| -- | -------------- | ---------------------- | ----------------- | ---------------------- |
| 1  | 12 مارس 2021   | ISBN 978-4-8030-1494-5 | 29 مارس 2023      | ISBN 978-1-7183-2049-9 |
| 2  | 12 نوفمبر 2021 | ISBN 978-4-8030-1574-4 | 14 يونيو 2023     | ISBN 978-1-7183-2050-5 |
| 3  | 10 نوفمبر 2023 | ISBN 978-4-8030-1861-5 | —                 | —                      |
| 4  | 12 يوليو 2024  | ISBN 978-4-8030-1975-9 | —                 | —                      |

### أنمي
أعلن عن حصول الرواية الخفيفة على مسلسل أنمي تلفزيوني في نوفمبر 2023، من تنفيذ ستوديو أو إل إم، الأنمي من اخراج "داي فوكوياما" وسيناريو "شيغيرو موراكوشي"، وفي تصميم الشخصيات "تشيكاكو نوما" وألحان "تاتسوهيكو سايكي"، بدأ عرض الأنمي المتكون من 12 حلقة في 5 يوليو وانتهى في 20 سبتمبر من عام 2024 على المحطات التلفزيونية اليابانية، تم تنفيذ أغنيتي إفتتاحية الأنمي والنهاية من قبل أعضاء من قبل مجموعة "أوتاهيمي دريم" الموسيقية.
| ر. الإجمالي | العنوان                   | العنوان الأصلي                                            | المخرج          | الكاتب          | لوحة قصصية                  | تاريخ العرض الأصلي |
| ----------- | ------------------------- | --------------------------------------------------------- | --------------- | --------------- | --------------------------- | ------------------ |
| 1           | «أنا أصد بقرة»            | 俺は牛をパリイする Ore wa Ushi o Parī Suru                | سو توياما       | شيغيرو موراكوشي | داي فوكوياما                | 5 يوليو 2024       |
| 2           | «أنا أصد المكافأة»        | 俺は謝礼をパリイする Ore wa Sharei o Parī Suru            | أو جين-كوو      | شيغيرو موراكوشي | أو جين-كوو                  | 12 يوليو 2024      |
| 3           | «أنا أصد التلميذ»         | 俺は弟子入りをパリイする Ore wa deshiiri o Parī Suru      | أوشيكازو أويكي  | شينغو إرييه     | واتارو ناكاغاوا             | 19 يوليو 2024      |
| 4           | «أنا أصد غولاً»            | 俺はゴブリンをパリイする Ore wa Goburin o Parī Suru       | ياسوو إيجيما    | شيغيرو موراكوشي | إتسورو كاواساكي             | 26 يوليو 2024      |
| 5           | «أنا أصد ضفدعًا»           | 俺はカエルをパリイする Ore wa Kaeru o Parī Suru           | مايو تانيموتو   | شينغو إرييه     | تاكاشي كاواباتا             | 2 أغسطس 2024       |
| 6           | «أنا أصد السم القاتل»     | 俺は猛毒をパリイする Ore wa Mōdoku o Parī Suru            | كينتارو فوجيتا  | شيغيرو موراكوشي | كينتارو فوجيتا              | 9 أغسطس 2024       |
| 7           | «أنا أصد الرجل الميت»     | 俺は死人をパリイする Ore wa Shibito o Parī Suru           | تسوباسا أوباري  | شينغو إرييه     | هارو تسوتشيا كينتارو فوجيتا | 16 أغسطس 2024      |
| 8           | «أنا أصد تنينًا»           | 俺は竜をパリイする Ore wa Ryu o Parī Suru                 | وازوكا كوماميا  | سوبارو يونياما  | وازوكا كوماميا              | 23 أغسطس 2024      |
| 9           | «أنا أصد جيشًا»            | 俺は軍勢をパリイする Ore wa Gunzei o Parī Suru            | سو توياما       | شيغيرو موراكوشي | إتسورو كاواساكي             | 30 أغسطس 2024      |
| 10          | «أنا أصد سلطة الإمبراطور» | 俺は皇帝の威をパリイする Ore wa Kōtei no I o Parī Suru    | واتارو ناكاغاوا | سوبارو يونياما  | تاكاشي كاواباتا             | 6 سبتمبر 2024      |
| 11          | «أنا أصد غضب الإله»       | 俺は神の怒りをパリイする Ore wa Kami no Ikari o Parī Suru | هاياتو ياماناكا | شينغو إرييه     | هاياتو ياماناكا             | 13 سبتمبر 2024     |
| 12          | «أنا أصد كل شيء»          | 俺は全てをパリイする Ore wa Subete o Parī Suru            | داي فوكوياما    | شيغيرو موراكوشي | داي فوكوياما                | 20 سبتمبر 2024     |

## طالع أيضًا
- أنمي
- غير الكفوء في أكاديمية الملك الشيطان
- ري:زيرو - بدء الحياة في عالم آخر
- إطار الفشل (رواية خفيفة)
- أليا التي بجانبي تهمس بالروسية أحيانا
- المعلم الجبان في مدرسة الغيلان

## روابط خارجية
- الصفحة الرسمية لرواية الويب على موقع شوسيتسوكا ني نارو (باليابانية).
- الصفحة الرسمية للرواية الخفيفة (باليابانية).
- صفحة المانغا الرسمية (باليابانية)
- الموقع الرسمي للأنمي (باليابانية)
- أنا أصد كل شيء (رواية خفيفة) في شبكة أخبار الأنمي